# 전투복

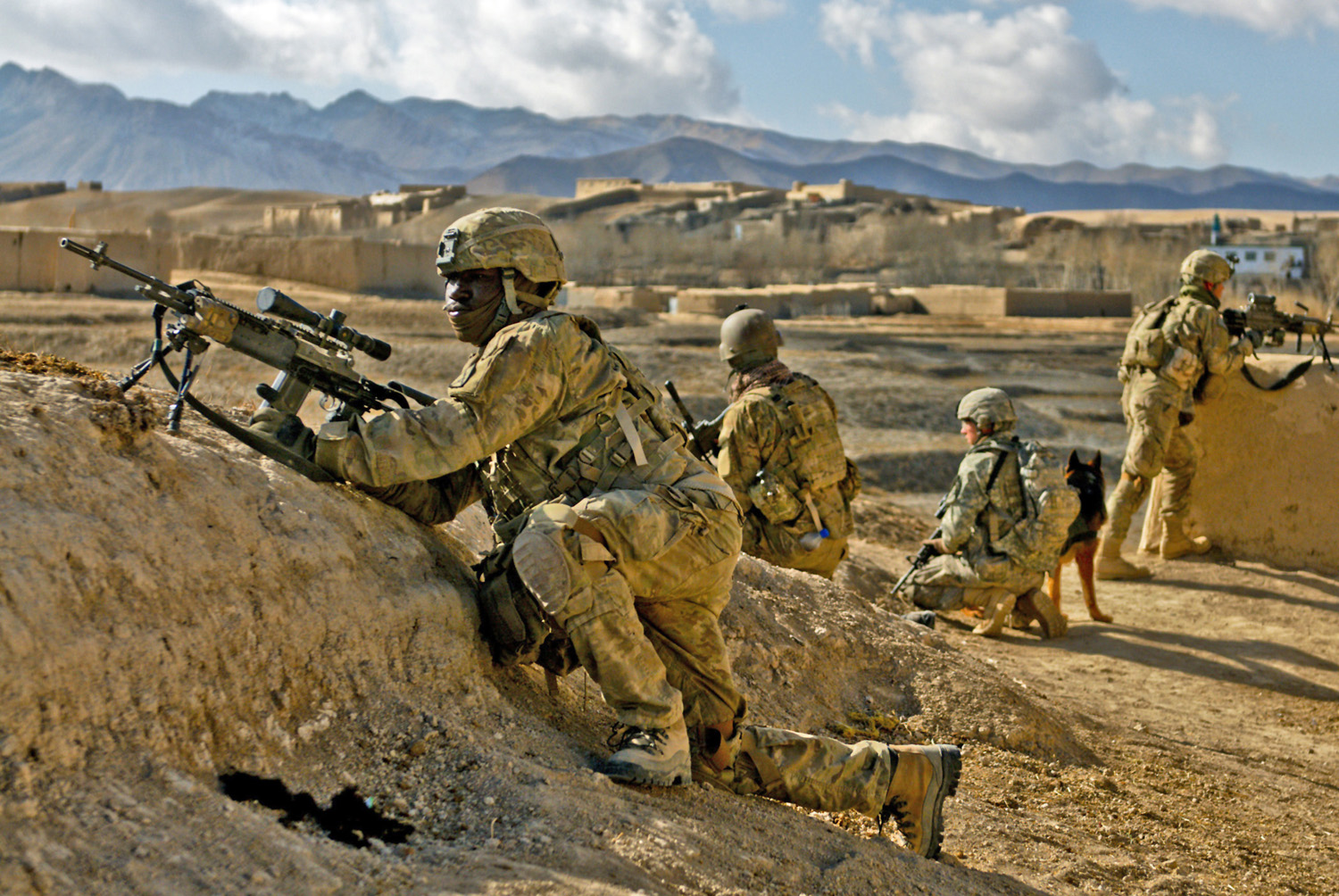
2011년 1월, 아미 컴뱃 유니폼을 착용한 미국 육군 제10산악사단 소속 병사들

전투복(戰鬪服, 영어: combat uniform, field uniform, battledress, military fatigue)은 군복의 일종으로, 전투용으로 만들어진 의복을 의미한다. 행사 및 행진 시 착용하는 정복은 전투복에 포함되지 않는다. 전투복은 일반적으로 위장색이나 단색의 녹색 또는 갈색 색조를 사용한다.
정복과 다르게, 전투복은 면 소재로 제작되며, 더 넉넉하고 편리한 형태를 한다. 19세기 중반 인도의 영국군이 최초로 무채색 전투복을 사용했다.
제2차 세계 대전 중 대부분의 국가들에서 위장복을 개발했으며, 당시에는 주로 "정예" 부대들에게만 보급되었다.

## 나라별 전투복

### 독일

#### 제2차 세계 대전까지

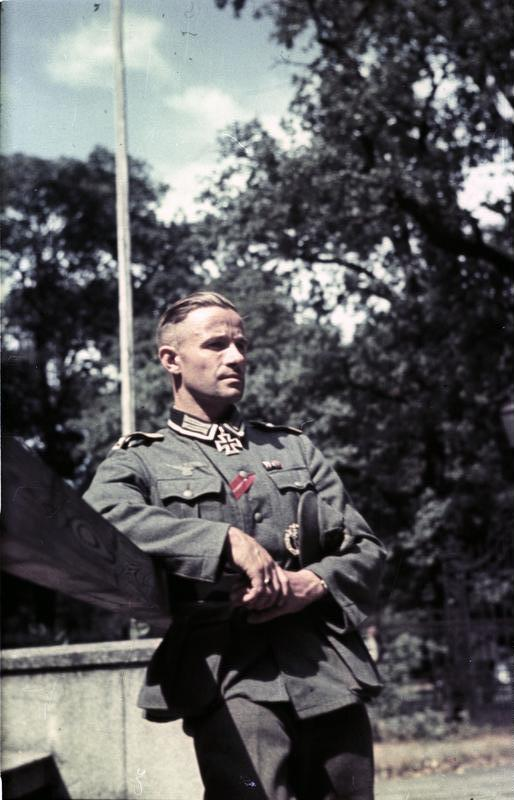
표준 야전회색 제복을 착용한 독일 국방군 상급상사(Oberfeldwebel)

독일 제국 육군은 1910년에 야전회색을 채택했다. 나치 독일은 위장복 연구에 많은 예산을 투자했다. 많은 시도 후 1938년, 국방군최고사령부는 기본적인 4색 위장색을 제작했다. 루프트바페가 위장색 강하복을 제작하기 시작한 1942년 이후, 다양한 철모 덮개와 위장색이 도입되었다. 전쟁 도중 제작된 독특한 위장복들 중에는 "습지 위장색(Sumpfmuster)"이 있었다. 전쟁 도중의 무장친위대에서는 춘계 및 추계 위장색으로 "야자수", "연기", "오크 잎" 등이 도입되었다. 1944년까지는 무장친위대에서 표준적으로 튜닉 및 바지에 "완두 위장색(Erbsenmuster)"이 사용되었으나, 모자에는 사용되지 않았다. 초기에는, 위장복이 정예 부대들의 상징이었으며 무장친위대는 위장색을 통한 차별화를 계속했다.
1941년 동부 전선에서의 겨울에, 독일군은 동계 위장색 부족으로 크게 불리한 위치에 있었다. 1945년에는 "친위대원 위장색(Leibermuster)"이 도입되었다. 모든 군종에서 사용하기 위해 제작되어, 거리에 비례한 효과를 높이기 위해 여러 겹으로 이루어졌으며, 위장색의 반복을 줄이기 위해 새로운 인쇄 기법이 사용되었다. 보급 상황으로 인해 동부 전선의 부대들에게만 보급되었다. 제2차 세계 대전 이후, 이는 스위스군의 표준 위장색이 되었다.

#### 전후

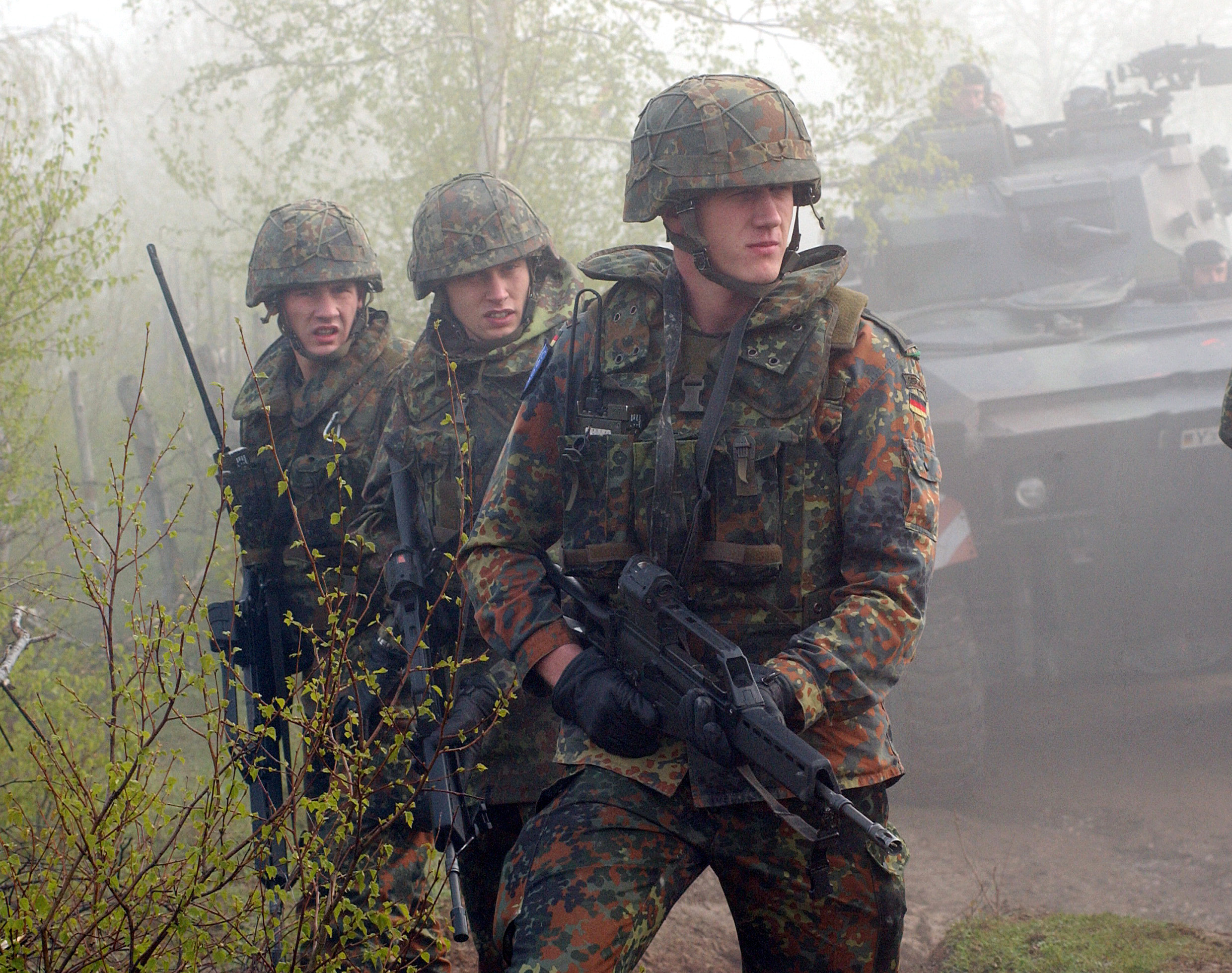
플렉탄 위장의 독일 육군 전투복을 입은 독연방군 (2002년)

서독의 독일 연방방위군은 1950년대에 두 가지의 전시 위장색을 사용했다. 그 이후인 1961년부터 1990년까지 올리브색 전투복이 사용되었다. 다양한 시도 끝에 5색의 점 형태의 위장색이 1976년에 채택되었으며 1980년대 중반 이후 보급되기 시작했다. 이는 플렉탄으로도 잘 알려져 있다. 예비군 부대들은 1994년까지 구식 올리브색 전투복을 유지했다.
동독의 국가인민군 최초의 위장색은 소련식 "아메바" 위장색이었다. 이는 곧 4색 위장색으로 교체되었다. 1965년, 2색의 위장색이 도입되었으며, 독일의 재통일시까지 사용되었다.
통일독일의 연방군은 플렉탄 군복을 오늘날에도 사용중이다.

### 영국
17세기 후반부터 19세기 후반까지, 대부분의 영국 군인들은 붉은 외투를 착용하고 전투에 임했다. 붉은 외투의 도입은 주로 경제적 이유에서였다. 하지만, 19세기 말의 전장이 전열보병에서 각개전투로 변화하면서, 과도하게 눈에 띈다는 점이 드러나기 시작했다.
위장색으로의 교체는 인도에서 시작되었으며, 세포이 항쟁 당시 카키색이 사용되었다. 카키색은 1885년에 인도에서, 1896년에 모든 해외 영토에서 표준이 되었으며, 제2차 보어 전쟁 중인 1902년에 육군 전체에 도입되었다.

#### 제2차 세계 대전
전투복(Battle Dress)는 1937년부터 1960년대 후반까지 영국 육군과 대영 제국 및 영국 연방 소속의 온대 기후대 국가들의 표준 군 근무복이자 전투복이었다. 전투복은 카키색 모 소재의 바지와 짧은 재킷으로 구성되었다. 영국 왕립공군은 청회색 전투복을, 영국 왕립해군은 암청색 전투복을 착용했다. 위장색은 몇몇 전문가들에 의해 직접 그려졌다.

#### 전후
유럽의 제2차 세계 대전 종전 이후 극동 지역에 주둔한 병력들을 위해 신형 열대우림 군복이 제작되기 시작했다. 이는 미군의 태평양 전쟁 전투복에 기반했다. 새로운 합성 재질은 일부 올리브색(Olive Green) 군복에 사용되었다.
카키색 전투복은 1960년대 후반까지 사용되었다. 한국 전쟁 기간의 부대들은 당시의 전투복이 적합하지 않다는 것을 발견했다. 한국의 하계에는 너무 더웠고, 동계의 혹한에는 충분히 따뜻하지 않았다. 빠르게 해결책을 찾기 시작했으며, 한국 전쟁 말에는 방한 방수의 개버딘 전투복이 제작되었다. 군복은 미국의 올리브색과 유사한 회녹색으로 제작되었다.
한국 전쟁의 전투복들을 기반으로 해, 1960-위장색 전투복(1960-pattern Combat Dress)을 위한 다양한 전투복들이 제작되었다. 1960년대는 육군의 전환기로, 군복의 교체는 군대의 이러한 변화를 반영했다.
행진용과 근무용으로 신형 정복이 보급되자, 구형 전투복들은 1962년부터 창고에 넣어지고 각 부대의 재고가 소진되면서 사라지게 되었다. 구형 전투복이 마지막으로 목격된 것은 1970년 겨울에 글로스터셔 연대의 동계 군복으로 사용된 것이었다.
영국이 모병제로 전환하면서 모든 군인들에게 전투복을 착용시킬 수 있게 되었고, 1960년에 4색의 위장색이 제작되었다. 이 위장색은 1969년부터 1960-위장색 전투복 재킷과 바지에 제한적으로 사용되기 시작했다. "1960 DPM 위장색(Pattern 1960 DPM)"으로 알려진 이 위장색은 곧 신형 군복에 약간 달라진 위장색을 사용한 1968-위장색으로 교체되었다. 1972년에 공식적으로 제작되었다.
온대의 복장 외에도 DPM 열대우림 전투복이 제작되어, 사용상의 차이에 따라 약간 다른 색조의 재질을 사용했다.
위장색은 다양한 복장에서 유지되었으나 재질과 제작사에 따라 상세와 색조에서 차이가 났다. DPM 군복은 1990년대 중반에 전투원 95(Combat Soldier 95) 체계의 도입으로 교체되었다.

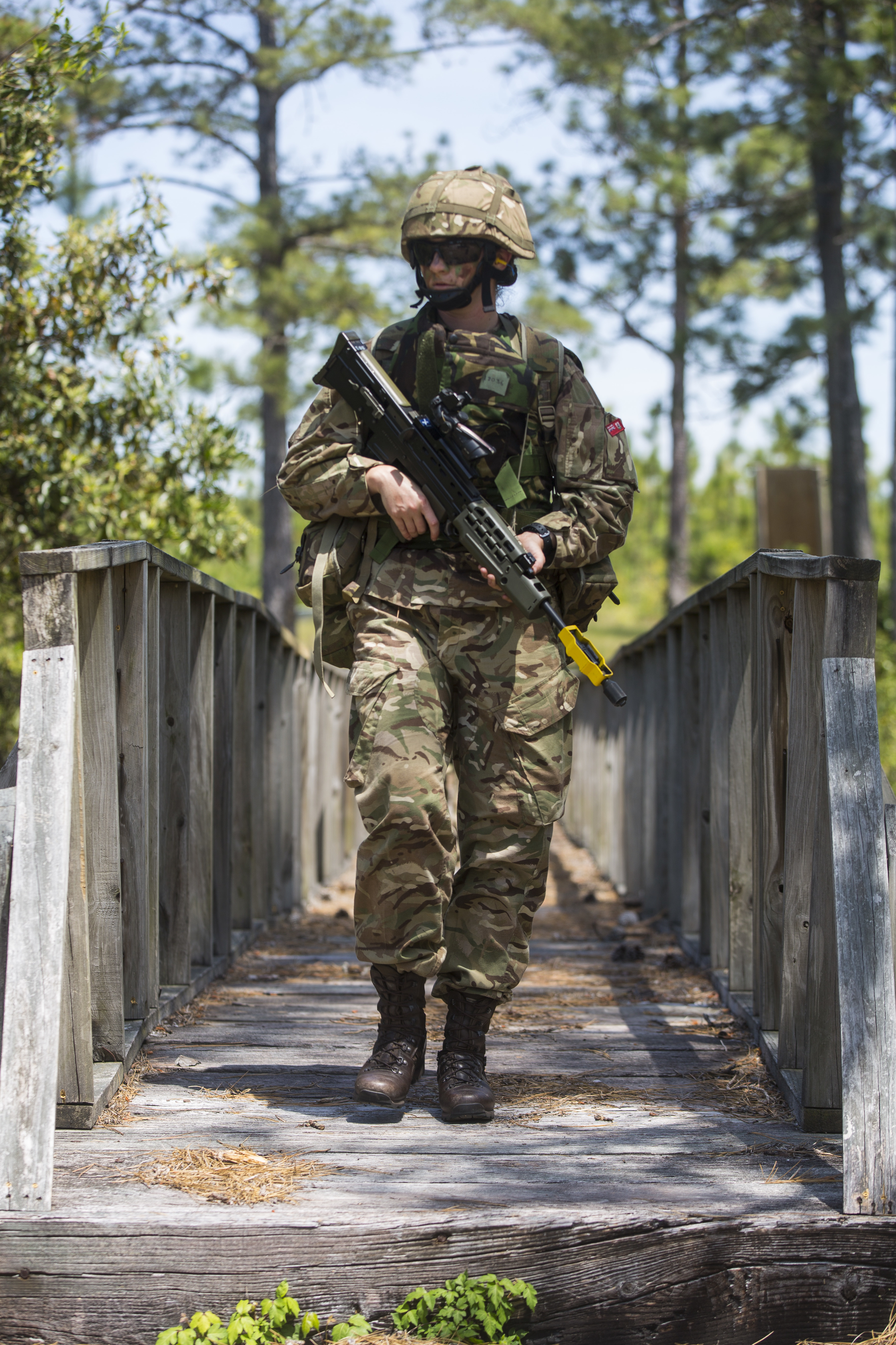
영국군 (2018년)

걸프 전쟁 이전, 갈색과 황갈색으로 이루어진 4색 사막 DPM 군복 재고가 이라크에 판매되었고 영국군은 2색 DPM을 제작했다.

### 오스트레일리아

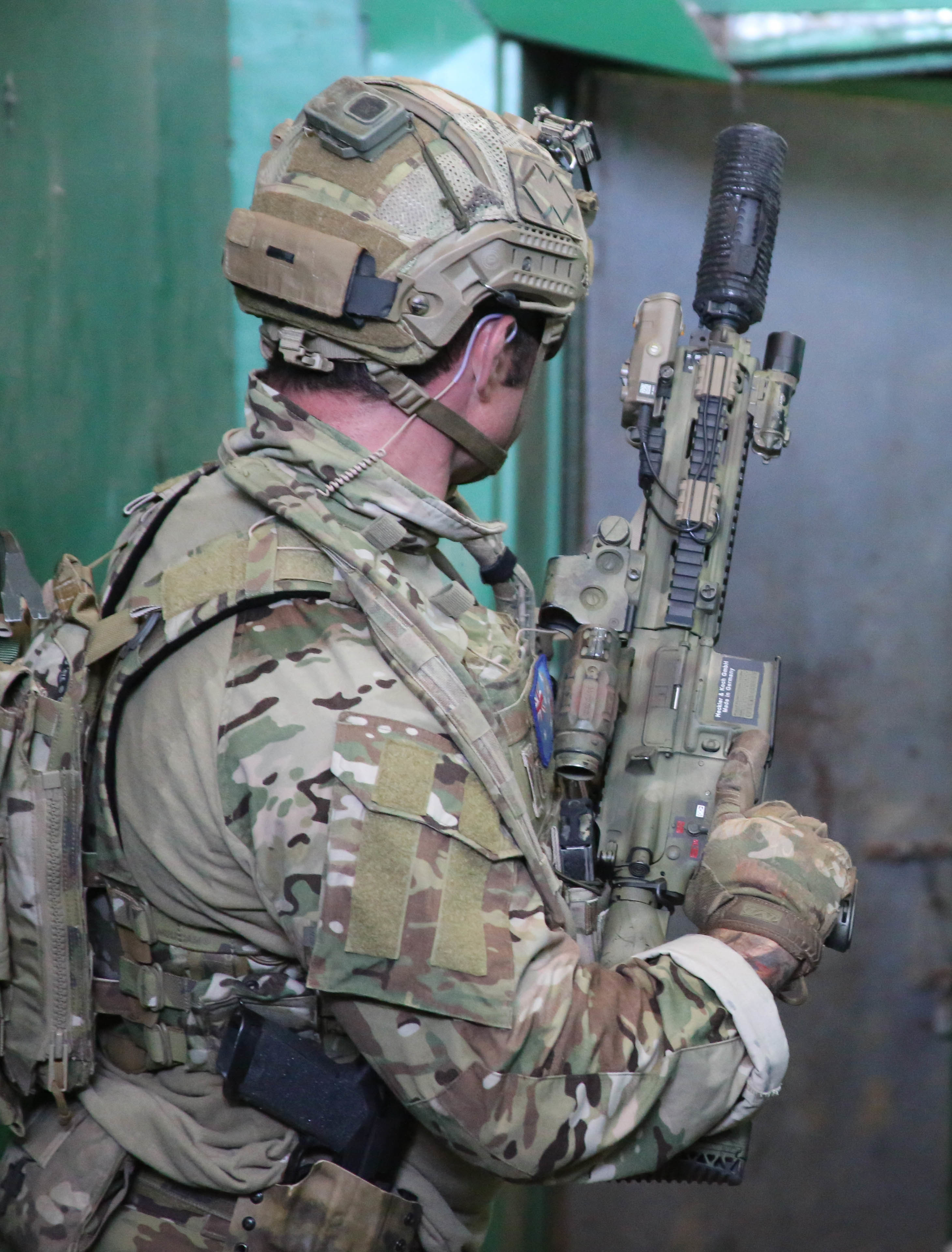
발리카탄 훈련에 참가한 호주군 (2017년)

현재, 오스트레일리아 육군 부대들에서는 오스트레일리아의 환경에 맞는 색조의 위장색 전투복(Disruptive Pattern Camouflage Uniform, Auscam)이라는 명칭의 위장복을 착용하고 있다. 위장색은 오스트레일리아 내 지형지물의 색상을 컴퓨터 프로그램으로 분석하여 개발되었다. 오스트레일리아 육군에서는 군인들을 위해 신형 오스트레일리아 멀티캠 위장복(Australian Multicam Camouflage Uniform)을 제작하고 있다.
위장복에는 세 가지가 있는데, 가장 자주 사용되는 원래의 디자인, 사막에서 사용되는 위장색인 위장색 사막 군복(Disruptive Pattern Desert Uniform), 그리고 훈련에서 대항군 부대들이 사용하는 디자인이 있다.

### 일본

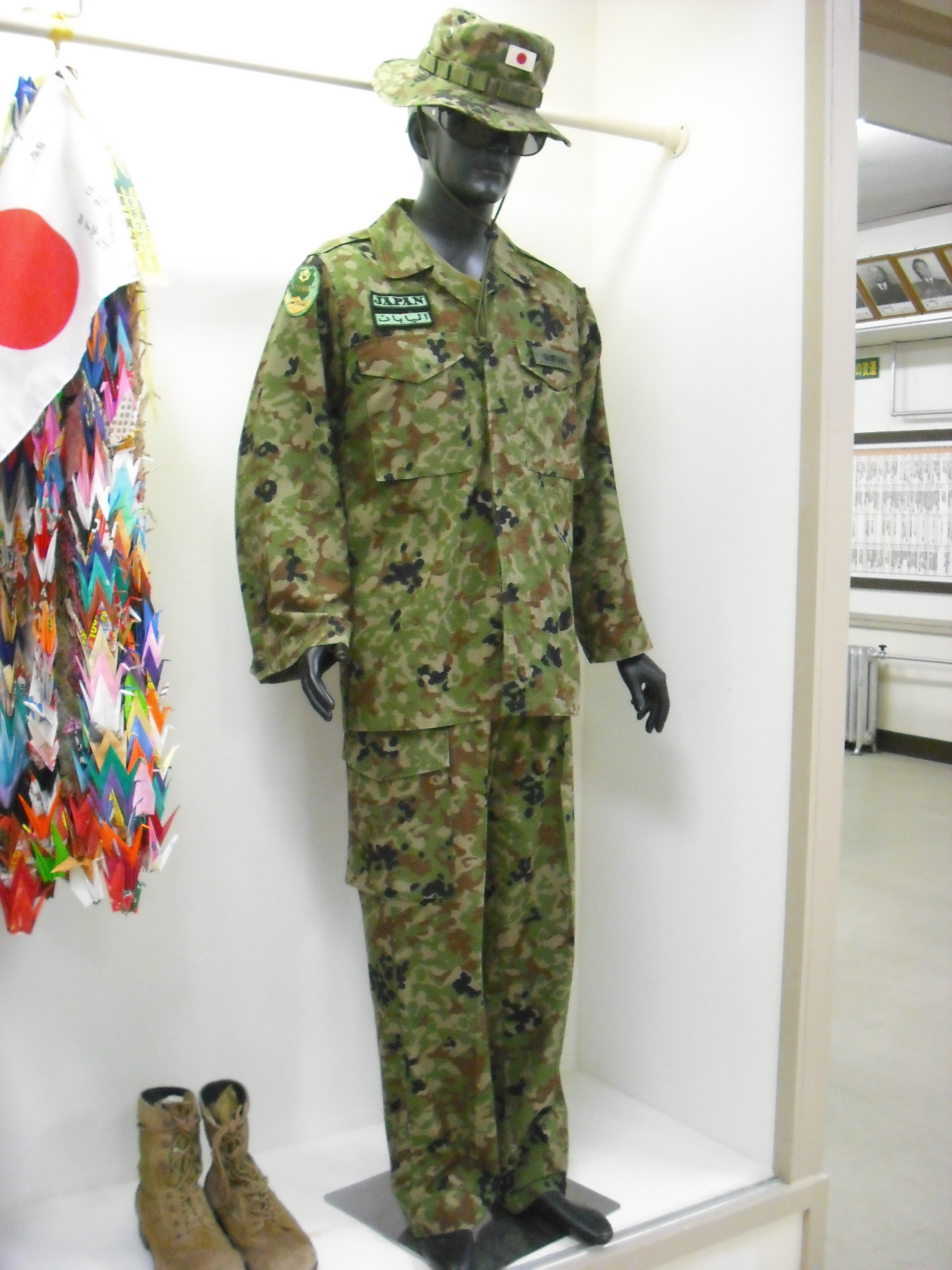
자위대의 현재 위장복을 착용한 마네킹

일본군에서는 1905년 러일 전쟁 당시 단색의 녹색 군복을 시도했지만, 제2차 세계 대전까지 단색의 카키색 군복으로 교체했다.
자위대에서는 1980년대까지 위장색을 제작하지 않고, 녹색 및 갈색의 4색으로 이루어진 디자인을 채택했다. 걸프 전쟁 기간에는 미국의 사막 전투복과 유사한 6색으로 이루어진 위장색이 사용되었다.

### 프랑스

#### 제2차 세계 대전까지
19세기 중반부터 제2차 세계 대전 종전까지, 프랑스군의 보병들은 모 서지 소재의 긴 코트 및 반바지를 일반적으로 착용했다. 1914년 말까지 코트는 암청색으로, 반바지는 적색으로 제작되었다. 이러한 잘 보이는 군복들은 1915년 초에 본토 부대들의 밝은 청색 및 회색 군복과 식민지 부대들의 카키색으로 교체되었다.
1921년, 프랑스 육군은 밝은 청색을 카키색으로 교체하기로 결정했다. 전쟁 기간 제작된 수많은 재고품으로 인해, 이 조치는 1937년까지 효력을 발휘하지 못했다. 가짜 전쟁 기간에도, 몇몇 후방 부대들은 밝은 청색 군복을 착용하고 있었다.
독일에게 패전한 이후, 프랑스군은, 특히 아프리카군에서, 1940년 당시의 군복의 착용을 계속했다. 비시 프랑스 본토의 100,000 병력으로 제한된 군대에는 몇몇 새로운 장비가 도입되었다. 자유 프랑스군은 구형 프랑스 군복들을 더 현대적인 영국이나 미국의 군복으로 교체하고 1950년대 말까지 다시 서서히 교체하면서 이를 사용했다.

#### 식민지 전쟁

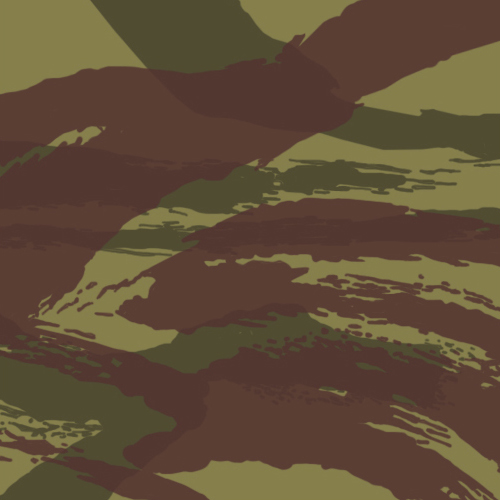
영국군의 위장색에 기반한 프랑스군의 TAP47 리자드 위장색

프랑스군 최초의 전투복은 1945년에 도입되어 영국군의 1937년 위장색과 같은 형태로 제작되었다.
프랑스 육군은 1946년에 영국군의 1937년 위장복과 유사하고 단추가 달린 모 서지 군복을 도입했다.
면 소재의 군복인 "모델 47(Modèle 47)"은 1947년에 제작되었으며 미군의 1943년 위장색 재킷과 바지를 기반으로 했다. 같은 해, 큰 재킷으로 구성된 "모델 47" 강하복이 제작되었다. 두 모델 47 위장복은 본래 카키색으로 제작되었다. 1951년부터, 강하복 등 군복 일부가 3색 위장색, 일명 레오파르 군복(tenue léopard)으로 제작되었으며, 이후 TAP47 리자드(TAP47 Lizard) 위장색으로 알려지게 되었다. 위장색은 여러 다른 색상으로 제작되어 인도차이나반도와 북아프리카에서 사용되었으며, 해당 지역의 국가들이 종종 이를 따르기도 했다.
레오파르 군복은 1956년에 마지막으로 제작되었지만, 알제리 전쟁까지 사용되었다. 레오파르 군복은 정예 부대의 상징이었으며 프랑스 외인부대와 공수부대에만 보급되었다. 따라서 이는 1962년에, 공식적으로는 프랑스 육군 전군에 표준 군복을 보급하기 위해, 비공식적으로는 전과를 올리지 못한 정예 부대들을 격하하기 위해 폐지되었다. 모델 47 강하복은 1969년까지 회녹색 재질으로 계속 생산되었으며 모델 1964로 교체되었다. 그 외에서는, 위장복은 1980년대까지 프랑스의 해외 영토에 주둔한 병력들에게 사용되었다. 그 중 많은 양이 포르투갈과 이스라엘에게 양도되었다.

#### 냉전
프랑스 육군은 1964년에 신형 표준 전투복을 보급했는데, 이는 1947년 위장색에 기반하여, 몸에 더 맞고, 화생방 공격으로부터의 보호를 위해 회녹색의 방수 물질으로 제작되었다. 1980년대 초의 예산 부족으로 인해, 이 군복은 F1이라는 명칭을 달고 더 가볍지만 취약한 재질으로 제작되었다. 1980년대 말에 제작된 신형 F2 군복은 더 강력한 새실으로 제작되었다. F1 군복들은 주로 해외 영토로 보내졌다.

#### 걸프 전쟁 이후

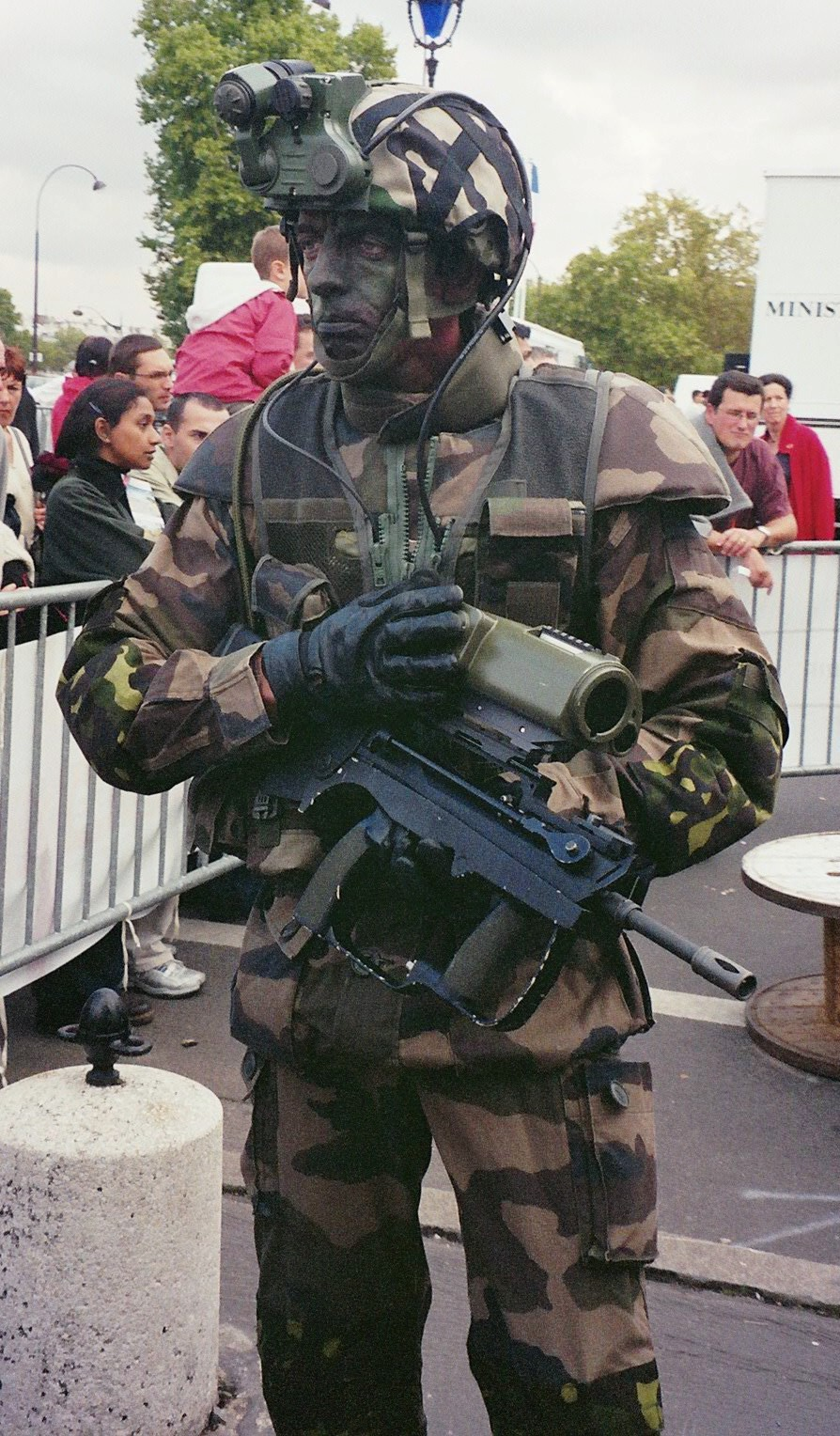
2005년, 실험적인 FÉLIN 위장복을 착용한 병사

1990년, 걸프 전쟁 기간에 사막 위장색이 도입되었으며 F2 전투복이 3색의 사막 위장색으로 빠르게 제작되었다.
1980년대의 연구 결과들은 독일군의 위장색과 유사하다는 이유로 기각되었다. 1992년, 미군의 위장색과 유사한 4색의 "중유럽(centre europe)" 위장색이 등장해 구 유고슬라비아 지역의 병력들에게 도입되었다. F2 전투복은 이후 방수 위장복으로 제작되었다.
2012년에는 F2 형태의 위장복이 신형 중유럽 위장복으로 교체되었다. 본래의 중유럽 위장색은 유지하나 편리성과 이동을 위해 넉넉하게 제작되었으며 더 발전된 주머니 배치와 강화 소재를 사용했다.

## 같이 보기
- 군복
- 정복